# 露辛达·格林
露辛达·格林（英語：Lucinda Green，1953年11月7日—），旧姓普赖尔-帕尔默（Prior-Palmer），英国女子马术运动员。她曾代表英国参加1976年和1984年夏季奥林匹克运动会马术比赛，其中1984年奥运会获得一枚银牌。